# Margaret Osborne duPont
Margaret Osborne duPont (* 4. März 1918 in Joseph, Oregon als Margaret Evelyn Osborne; † 24. Oktober 2012 in El Paso, Texas) war eine US-amerikanische Tennisspielerin. Sie gewann insgesamt 37 Grand-Slam-Titel im Einzel, Doppel und Mixed.

## Leben
Margaret Osborne kam 1918 auf einer Farm in Joseph im US-Bundesstaat Oregon zur Welt. Im Alter von neun Jahren zog ihre Familie nach Spokane, Bundesstaat Washington, wo Margaret zum ersten Mal mit dem Tennisspiel in Berührung kam. Zwei Jahre später zog die Familie nach San Francisco. Dort spielte Margaret auf der Tennisanlage im Golden Gate Park und verfasste Artikel für das American Lawn Tennis Magazine. 1936 schloss sie die High School ab. Da ihre Eltern ihr keine Collegeausbildung finanzieren konnten, entschloss sie sich, eine Karriere als Tennisspielerin einzuschlagen. Im selben Jahr gewann sie die amerikanischen Jugendmeisterschaften im Einzel und im Doppel.
Ab 1938 war Osborne eine der zehn besten US-amerikanischen Tennisspielerinnen. Während des Zweiten Weltkriegs arbeitete sie in einer Marinewerft. Nach dem Krieg siegte sie mehrfach im Einzel bei den französischen und den US-amerikanischen Meisterschaften sowie den Wimbledon Championships. Die US-amerikanischen Meisterschaften im Doppel konnte sie bereits 1941 gewinnen. Zwischen 1946 und 1957 war sie eine der zehn besten Tennisspielerinnen der Welt, von 1947 bis 1950 wurde sie als weltbeste Tennisspielerin geführt. Ihren letzten Titel gewann sie mit 44 Jahren 1962 in Wimbledon im Mixed.
Von 1938 bis 1958 nahm Osborne zehn Mal am Wightman Cup teil und konnte sämtliche Spiele gewinnen. Acht Mal konnte dabei die amerikanische Mannschaft den Cup erringen.
1947 heiratete Osborne den reichen Geschäftsmann William duPont, Sprössling der Gründerfamilie des Chemiekonzerns DuPont. Das Paar ließ sich am Familiensitz Bellevue Hall in Wilmington, Delaware nieder, wo Margaret auf insgesamt neun Tennisplätzen und allen Belägen (Hartplatz, Sand, Rasen) trainieren konnte. Sie nahm nie an den australischen Meisterschaften teil, da ihr Ehemann befürchtete, das australische Wetter nicht zu vertragen. Die Ehe wurde 1964 geschieden. Nachdem William ein Jahr später gestorben war, zog Margaret Osborne mit ihrem einzigen Sohn William nach El Paso, Texas, in ein Haus mit ihrer Doppelpartnerin Margaret Varner Bloss und widmete sich der Pferdezucht.
1967 wurde Osborne in die International Tennis Hall of Fame aufgenommen. Sie starb 2012 im Alter von 94 Jahren in ihrem Haus in El Paso.

## Grand-Slam-Titel

### Einzel
| Nr. | Jahr | Turnier                          | Belag | Finalgegnerin | Ergebnis        |
| --- | ---- | -------------------------------- | ----- | ------------- | --------------- |
| 1.  | 1946 | Französische Meisterschaften     | Sand  | Pauline Betz  | 1:6, 8:6, 7:5   |
| 2.  | 1947 | Wimbledon Championships          | Rasen | Doris Hart    | 6:2, 6:4        |
| 3.  | 1948 | US-amerikanische Meisterschaften | Rasen | Louise Brough | 4:6, 6:4, 15:13 |
| 4.  | 1949 | Französische Meisterschaften     | Sand  | Nelly Landry  | 7:5, 6:2        |
| 5.  | 1949 | US-amerikanische Meisterschaften | Rasen | Doris Hart    | 6:4, 6:1        |
| 6.  | 1950 | US-amerikanische Meisterschaften | Rasen | Doris Hart    | 6:4, 6:3        |

### Doppel
| Nr. | Jahr | Turnier                          | Belag | Partnerin           | Finalgegnerinnen                   | Ergebnis       |
| --- | ---- | -------------------------------- | ----- | ------------------- | ---------------------------------- | -------------- |
| 1.  | 1941 | US-amerikanische Meisterschaften | Rasen | Sarah Palfrey Cooke | Dorothy Bundy Marjorie Van Ryn     | 3:6, 6:1, 6:4  |
| 2.  | 1942 | US-amerikanische Meisterschaften | Rasen | Louise Brough       | Pauline Betz Doris Hart            | 2:6, 7:5, 6:0  |
| 3.  | 1943 | US-amerikanische Meisterschaften | Rasen | Louise Brough       | Pauline Betz Doris Hart            | 6:4, 6:3       |
| 4.  | 1944 | US-amerikanische Meisterschaften | Rasen | Louise Brough       | Pauline Betz Doris Hart            | 4:6, 6:4, 6:3  |
| 5.  | 1945 | US-amerikanische Meisterschaften | Rasen | Louise Brough       | Pauline Betz Doris Hart            | 6:3, 6:3       |
| 6.  | 1946 | Französische Meisterschaften     | Sand  | Louise Brough       | Pauline Betz Doris Hart            | 6:4, 0:6, 6:1  |
| 7.  | 1946 | Wimbledon Championships          | Rasen | Louise Brough       | Pauline Betz Doris Hart            | 6:3, 2:6, 6:3  |
| 8.  | 1946 | US-amerikanische Meisterschaften | Rasen | Louise Brough       | Patricia Todd Mary Arnold Prentiss | 6:1, 6:3       |
| 9.  | 1947 | Französische Meisterschaften     | Sand  | Louise Brough       | Doris Hart Patricia Todd           | 7:5, 6:2       |
| 10. | 1947 | Wimbledon Championships          | Rasen | Louise Brough       | Doris Hart Patricia Todd           | 3:6, 6:4, 7:5  |
| 11. | 1947 | US-amerikanische Meisterschaften | Rasen | Louise Brough       | Patricia Todd Doris Hart           | 5:7, 6:3, 7:5  |
| 12. | 1948 | Wimbledon Championships          | Rasen | Louise Brough       | Doris Hart Patricia Todd           | 6:3, 3:6, 6:3  |
| 13. | 1948 | US-amerikanische Meisterschaften | Rasen | Louise Brough       | Patricia Todd Doris Hart           | 6:4, 8:10, 6:1 |
| 14. | 1949 | Französische Meisterschaften     | Sand  | Louise Brough       | Joy Gannon Betty Hilton            | 7:5, 6:1       |
| 15. | 1949 | Wimbledon Championships          | Rasen | Louise Brough       | Gussie Moran Patricia Todd         | 8:6, 7:5       |
| 16. | 1949 | US-amerikanische Meisterschaften | Rasen | Louise Brough       | Doris Hart Shirley Fry             | 6:4, 10:8      |
| 17. | 1950 | US-amerikanische Meisterschaften | Rasen | Louise Brough       | Doris Hart Shirley Fry             | 6:2, 6:3       |
| 18. | 1955 | US-amerikanische Meisterschaften | Rasen | Louise Brough       | Doris Hart Shirley Fry             | 6:3, 1:6, 6:3  |
| 19. | 1956 | US-amerikanische Meisterschaften | Rasen | Louise Brough       | Betty Rosenquest Pratt Shirley Fry | 6:3, 6:0       |
| 20. | 1957 | US-amerikanische Meisterschaften | Rasen | Louise Brough       | Althea Gibson Darlene Hard         | 6:2, 7:5       |

### Mixed
| Nr. | Jahr | Turnier                          | Belag | Partner      | Finalgegner                   | Ergebnis        |
| --- | ---- | -------------------------------- | ----- | ------------ | ----------------------------- | --------------- |
| 1.  | 1943 | US-amerikanische Meisterschaften | Rasen | Bill Talbert | Pauline Betz Pancho Segura    | 10:6, 6:4       |
| 2.  | 1944 | US-amerikanische Meisterschaften | Rasen | Bill Talbert | Dorothy Bundy Don McNeill     | 6:2, 6:3        |
| 3.  | 1945 | US-amerikanische Meisterschaften | Rasen | Bill Talbert | Louise Brough Robert Kimbrell | 6:4, 6:4        |
| 4.  | 1946 | US-amerikanische Meisterschaften | Rasen | Bill Talbert | Louise Brough Robert Kimbrell | 6:3, 6:4        |
| 5.  | 1950 | US-amerikanische Meisterschaften | Rasen | Ken McGregor | Doris Hart Frank Sedgman      | 6:4, 3:6, 6:3   |
| 6.  | 1956 | US-amerikanische Meisterschaften | Rasen | Ken Rosewall | Darlene Hard Lew Hoad         | 9:7, 6:1        |
| 7.  | 1958 | US-amerikanische Meisterschaften | Rasen | Neale Fraser | Maria Bueno Alex Olmedo       | 6:4, 3:6, 9:7   |
| 8.  | 1959 | US-amerikanische Meisterschaften | Rasen | Neale Fraser | Janet Hopps Bob Mark          | 7:5, 13:15, 6:2 |
| 9.  | 1960 | US-amerikanische Meisterschaften | Rasen | Neale Fraser | Maria Bueno Antonio Palafox   | 6:3, 6:2        |
| 10. | 1962 | Wimbledon Championships          | Rasen | Neale Fraser | Ann Haydon Dennis Ralston     | 6:3, 6:2        |